# 腰斩

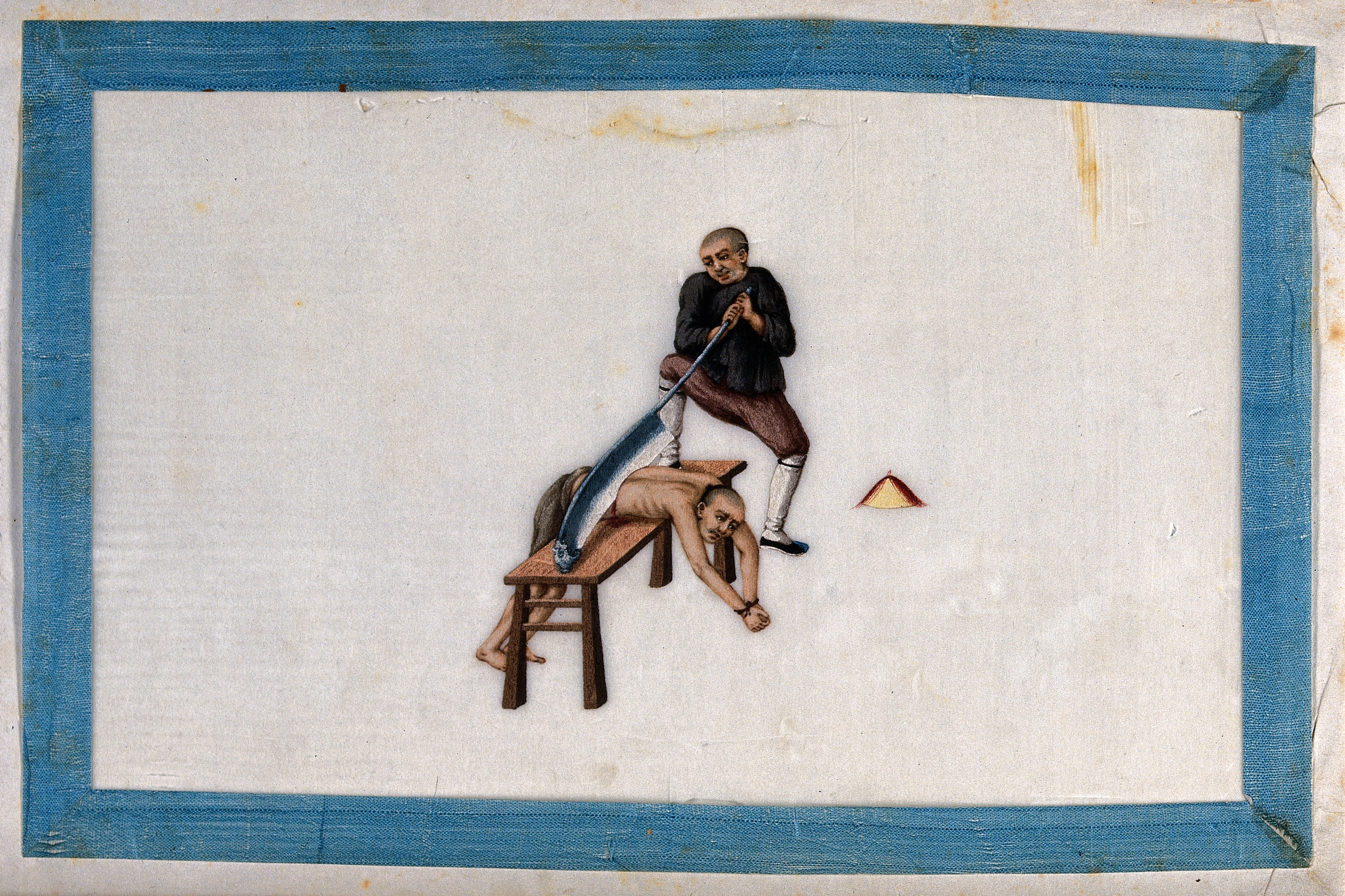
囚犯被腰斬。

腰斩，是古代中國極残酷的死刑執行方式之一，方式是用一把又大又鋒利的刀，把受刑人從腰部斬成两段（或以上），因人體主要器官位於上半身，故被腰斬後，不會立即死亡。此刑目的是刻意拖延受刑人死亡的时间，增加其痛苦。一般来说，受刑人最终死亡原因是失血性休克。
今日「腰斬」酷刑已消失多時，但「腰斬」一詞仍作為另一引申意義使用，指某事情「提早結束」或「只有原本的一半」。例如：體育賽事受到突發情況（如天氣惡劣或嚴重事故）而中斷：「此場球賽因恐怖攻擊而腰斬。」，或某連續劇、連載漫畫、小說等作品因收視率或銷量不佳而提前結束：「此連續劇因收視率低迷而腰斬。」。也可以是股市指數：「恆生指數腰斬，只剩下幾個月前的一半。」

## 著名受刑人
- 李斯（秦）
- 晁错（漢）
- 公孫敖（漢）
- 劉屈氂（漢）
- 任安（漢）
- 楊惲（漢）
- 虞放（漢）
- 霍禹（漢）
- 夏侯玄（魏）
- 劉蘭成（唐）
- 辯機（唐 ，傳聞）
- 王涯（唐）
- 舒元舆（唐）
- 李錡（唐）
- 李師回（唐）
- 黃德和（宋）
- 高啟（明）
- 方孝儒（明）
- 俞鴻圖（清，傳聞）
  - 傳聞中，雍正十二年（1734年）三月十二日河南學政俞鴻圖被判處腰斬，是中國最後一位處以腰斬的政府官員，監斬人是鄒士恆。俞鴻圖受刑後，用手指蘸上身上的血在地上連續寫了七個「慘」字，才慢慢痛苦地死去[1]。雍正帝得知後有感此刑太殘酷，下令廢除。但依据《清史稿》和《清史编年》（中国人民大学出版社），俞鸿图被判斩立决，应该是斩首而非腰斩[2]，因此存在争议。